# Idaea bicertaria
Idaea bicertaria är en fjärilsart som beskrevs av Otto Staudinger 1892. Idaea bicertaria ingår i släktet Idaea och familjen mätare. Inga underarter finns listade i Catalogue of Life.